# Tadeusz Reklewski
Tadeusz Reklewski vel Tadeusz Seeliger vel Tadeusz Seeliger-Reklewski (ur. 8 lutego 1890 w Krakowie, zm. w marcu 1965) – podpułkownik kawalerii Wojska Polskiego, członek Zarządu Okręgu Stołecznego Związku Legionistów Polskich od 1937 roku.

## Życiorys
Urodził się 8 lutego 1890 w Krakowie jako syn Ludwika. Od 24 czerwca do 2 lipca 1910 roku razem z młodszym bratem Henrykiem Seeligerem (ur. 27 lipca 1892) złożył egzaminy maturalne w c. i k. I Wyższym Gimnazjum w Rzeszowie.
W czasie I wojny światowej walczył w szeregach 2 pułku ułanów, awansując na chorążego (11 listopada 1915) i podporucznika (1 listopada 1916).
15 lipca 1920 roku został zatwierdzony z dniem 1 kwietnia 1920 roku w stopniu majora, w kawalerii, w grupie oficerów byłych Legionów Polskich.
1 czerwca 1921 roku razem z bratem pełnił służbę w Centralnej Szkoły Kawalerii w Grudziądzu, a ich oddziałem macierzystym był wówczas 2 pułk szwoleżerów rokitniańskich. 3 maja 1922 roku został zweryfikowany w stopniu majora ze starszeństwem z dniem 1 czerwca 1919 roku i 81. lokatą w korpusie oficerów jazdy (od 1924 roku korpus oficerów kawalerii). W 1923 roku był zastępcą dowódcy 4 pułku ułanów zaniemeńskich w Wilnie i jednocześnie dowódcą I dywizjonu. W latach 1920–1923 przysługiwał mu tytuł adiutanta sztabowego. 21 grudnia 1923 roku został przydzielony do Centralnej Szkoły Kawalerii w Grudziądzu na stanowisko dowódcy szwadronu administracyjnego, pozostając oficerem nadetatowym 4 pułku ułanów. W tym czasie Henryk Seeliger-Reklewski był rotmistrzem 5 pułku strzelców konnych w Krakowie.
1 września 1926 roku został przeniesiony z 18 pułku ułanów pomorskich do 25 pułku ułanów wielkopolskich w Prużanie na stanowisko dowódcy szwadronu zapasowego w Łukowie. Generał brygady Olgierd Pożerski w sprawozdaniu generała inspekcjonującego L. 3/27 z 1 lutego 1927 roku stwierdził, że „szwadron objął przed paru dniami od rtm. Bohdana Stachlewskiego (…) Zbyt częste zmiany przydziałów jak wynika z personaliów rtm. Reklewskiego, nasuwają pewne wątpliwości co do jego kwalifikacji jako dowódcy”.
30 listopada 1926 roku został przeniesiony do kadry oficerów kawalerii z pozostawieniem na zajmowanym stanowisku w Oddziale Ogólnym Sztabu Dowództwa Okręgu Korpusu Nr V w Krakowie. 23 stycznia 1928 roku został awansowany na podpułkownika ze starszeństwem z dniem 1 stycznia 1928 roku i 7. lokatą w korpusie oficerów kawalerii. W tym samym roku pełnił służbę w 3 pułku ułanów śląskich w Tarnowskich Górach na stanowisku zastępcy dowódcy pułku. 27 kwietnia 1929 roku został przeniesiony do 3 pułku strzelców konnych w Wołkowysku na stanowisko zastępcy dowódcy pułku. 23 grudnia 1929 roku został przeniesiony do Korpusu Ochrony Pogranicza na stanowisko Inspektora Formacji Konnych. Z dniem 1 czerwca 1931 roku został przeniesiony z KOP na stanowisko Rejonowego Inspektora Koni Warszawa.
23 marca 1932 roku na podstawie wyroku Sądu Apelacyjnego w Lublinie Nr 2 Ac. 172/22 sprostowano mu i bratu nazwisko z „Seeliger-Reklewski” na „Reklewski”.
30 marca 1934 roku został zwolniony z zajmowanego stanowiska z pozostawieniem bez przynależności służbowej i z równoczesnym oddaniem do dyspozycji dowódcy Okręgu Korpusu Nr I. Z dniem 31 sierpnia 1934 roku został przeniesiony w stan spoczynku.
23 listopada 1940 przybył do KL Auschwitz, gdzie otrzymał numer 6471. W 1943 roku został przeniesiony do KL Buchenwald. Rotmistrz Witold Pilecki nazywał go swoim przyjacielem, „dzielną jednostką, który żył pomimo wycieńczenia, chyba tylko dzięki sile woli, dając świetny przykład innym, a z którym właśnie staliśmy obok bezpośrednio przed momentem badania nas przez komisję lekarską”.
Po wojnie emigrował do Stanów Zjednoczonych, gdzie zmarł w marcu 1965 roku.

## Ordery i odznaczenia
- Krzyż Niepodległości (6 czerwca 1931)[26]
- Krzyż Walecznych (czterokrotnie)
- Srebrny Krzyż Zasługi (4 marca 1925)[27]
- Krzyż Oficerski Orderu Świętego Sawy (Jugosławia)